# Les Jeunes Loups
Les Jeunes Loups is een Franse dramafilm uit 1968 onder regie van Marcel Carné. Carné, zelf openlijk homoseksueel, werd door de producenten gedwongen de homoseksuele contacten van zijn hoofdpersonage uit de film te knippen.

## Verhaal
Om vooruit te komen in het leven slaapt Chris zowel met oudere vrouwen als met mannen. Op een dag leert hij een meisje kennen, dat zijn manier van leven verwerpelijk vindt. Ze beginnen toch een relatie, maar al gauw blijkt dat Chris zijn levensstijl niet wenst op te geven.

## Rolverdeling
| Acteur            | Personage        |
| ----------------- | ---------------- |
| Yves Beneyton     | Chris            |
| Bernard Dhéran    | Jean Noel        |
| Maurice Garrel    | Ugo Castellini   |
| Christian Hay     | Alain            |
| Élina Labourdette | Mevrouw Sinclair |
| Serge Leeman      | Jojo             |
| Roland Lesaffre   | Albert           |